# 11
11 (XI, na numeração romana) foi um ano comum do século I, do Calendário Juliano, da Era de Cristo, teve início a uma quinta-feira e terminou também a uma quinta-feira, e a sua letra dominical foi D.
| Ano completo                        |
| ----------------------------------- |
| Ano comum com início à quinta-feira |

## Eventos
- Augusto (pela 33a vez) e Tibério (pela 12a), tribunos.[1]
- M'. Aemilius Q.f. M.n. Lepidus e T. Statilius T.f. T.n. Taurus, cônsules romanos. A partir de 1 de julho, L. Cassius L.f. Longinus se torna cônsul.[1]

## Mortes
- Marco Antíscio Labeão, jurista de Roma